# Pyongan
P'yŏng'an (tiếng Hàn: 평안도; Hanja: 平安道; IPA: [pʰjʌŋando], Hán Việt: Bình An đạo) là một trong bát đạo của Triều Tiên dưới thời nhà Triều Tiên. P'yŏngan nằm ở phía tây bắc của bán đảo, đô phủ là Bình Nhưỡng (P'yŏngyang).

## Lịch sử
Đạo P'yŏngan được hình thành từ năm 1413. Tên của đạo xuất phát từ hai thành chính trên địa bàn là, P'yŏngyang (평양; 平壤, Bình Nhưỡng) và Anju (안주; 安州; An Châu).
Năm 1895, đạo Pyongan được chia thành phủ Kanggye (Kanggye-bu; 강계부; 江界府; Giang Giới phủ) ở phía đông bắc, Uiju (Ŭiju-bu; 의주부; 義州府; Nghĩa Châu phủ) ở phía tây bắc, và P'yŏngyang (P'yŏngyang-bu; 평양부; 平壤府; Bình Nhưỡng phủ) ở phía nam.
Năm 1896, hai phủ Kanggye và Uiju được tái tổ chức thành dạo Pyongan Bắc, còn phủ P'yŏngyang được tái tổ chức thành đạo Pyongan Nam. P'yŏngan Bắc và Nam ngày nay là một phần của Cộng hòa Dân chủ Nhân dân Triều Tiên.

## Địa lý
P'yŏngan giáp với đạo Hamgyong (Hàm Kính) ở phía đông, phía nam là đạo Hwanghae (Hoàng Hải), phía tây là Hoàng Hải, và phía bắc là Trung Quốc.
Tên vùng của đạo là Kwanso (Quan Tây).